# Грасси, Ильдебрандо
Ильдебрандо Грасси (Ildebrando Grassi, Can. Reg. Of S. Maria Di Reno, также известный как Ildebrando Guarini) — католический церковный деятель XII века. Стал регулярным каноником Санта-Мария ди Рено. Был администратором диоцеза Модена с 1148 под 1153 год. На консистории 1152 года был провозглашен кардиналом-дьяконом с титулом церкви Сант-Эустакьо. В 1157 году стал кардиналом-священником с титулом церкви Санти-XII-Апостоли. Участвовал в выборах папы 1153 (Анастасий IV), 1154 (Адриан IV) и 1159 (Александр III) годов.